# Elio Inojosa
Elio A.Inojosa – wenezuelski zapaśnik walczący w obu stylach. Srebrny medalista igrzysk panamerykańskich w 1983. Wygrał igrzyska Ameryki Południowej w 1990. Dwukrotny mistrz Ameryki Południowej w 1990. Trzeci na igrzyskach Ameryki Środkowej i Karaibów w 1982. Dwukrotny medalista wojskowych MS w 1983. Mistrz i brązowy medalista igrzysk boliwaryjskich w 1981. Złoty i srebrny medal na MŚ juniorów w 1980 i na MŚ wojskowych w 1983 roku.